# Octanal
Octanal (Trivialname Caprylaldehyd) ist eine farblose Flüssigkeit aus der Klasse der Aldehyde mit beißendem, bei Verdünnung zitronigem Geruch.

## Vorkommen

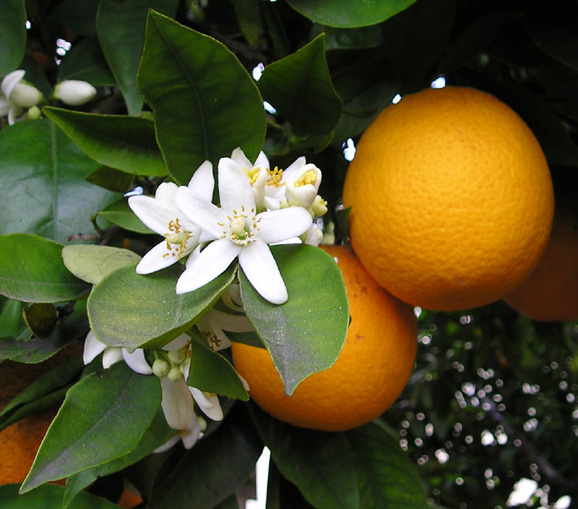
Das Öl von Orangen enthält natürlicherweise Octanal

Octanal kommt natürlich  in Citrusölen wie Orangenöl, im Samen des Echten Kümmels, in den Blättern des Ceylon-Zimtbaums, im Öl des Echten Johanniskrauts und in Kartoffelpflanzen vor.

## Darstellung
Octanal lässt sich durch Hydroformylierung von 1-Hepten oder durch Oxidation von 1-Octanol synthetisieren (vgl. Artikel der kurzkettigen Aldehyde).

## Eigenschaften
Octanal ist eine farblose Flüssigkeit, die bei Normaldruck bei 171 °C siedet. Die molare Verdampfungsenthalpie beträgt 43,4 kJ·mol−1.

### Sicherheitstechnische Kenngrößen
Octanal bildet oberhalb des Flammpunktes entzündliche Dampf-Luft-Gemische. Die Verbindung hat einen Flammpunkt bei 56 °C. Der Explosionsbereich liegt zwischen 1 Vol.-% als untere Explosionsgrenze (UEG) und 6,5 Vol.-% als obere Explosionsgrenze (OEG). Die Zündtemperatur beträgt 200 °C. Der Stoff fällt somit in die Temperaturklasse T4.

## Verwendung
Octanal ist in Farben und Lacken enthalten. Es ist Ausgangsstoff für synthetische Duftstoffe wie Rosenöl oder Zitronenöl und wird in Eau de Cologne verwendet.

## Sicherheitshinweise
Einatmen, Verschlucken oder Aufnahme über die Haut kann zu Gesundheitsschäden führen.
Reizt die Augen, Atmungsorgane und die Haut.